# علی ظاهر
علی ظاهر (نام کامل وی: الظاهر لإعزاز دین الله أبو الحسن علی ابن الحاکم بأمر الله) (۱۰۰۵–۱۰۳۶ میلادی/۳۹۵–۴۲۷ هجری) هفتمین خلیفه از خلفای فاطمی بود که پس از ناپدید شدن پدرش حاکم بأمرالله به خلافت رسید. همزمان با خلافت او، خشکسالی در مصر، فلسطین و سوریه روی داد. او روابط تجاری و سیاسی با امپراتوری بیزانس برقرار کرد و کلیساهای ویران شده در قاهره را دوباره بنیاد نهاد. در مذهب شیعه اسماعیلی، او امام دانسته می‌شود؛ طول دوران امامت او شش سال است و جانشین او معاذ مستنصر است.

## کتابشناسی/ یادکردها
- ویلیام بوردهی (۱۳۶۴)، تحقیقی در آیین اسماعیلیه، ترجمهٔ زهرا سعیدی، مشهد: تابناک
- محمد بن زین العابدین (۱۳۶۲)، تاریخ جماعت اسمعیلیه:هدایت المومنین الطالبین، ترجمهٔ هما خاقان زاده، به کوشش الکساندر سیمونوف.، تهران: اساطیر